# Fundação de Cultura, Difusão e Estudos Brasileiros
A Fundação de Cultura, Difusão e Estudos Brasileiros (FCDEB) é uma entidade sem fins lucrativos dedicada ao ensino da língua portuguesa e à difusão da cultura brasileira na Costa Rica. Possui duas sedes, uma na capital costarriquenha São José e outra no cantão de Santa Ana. Conta com cerca de mil alunos.
Foi criada em 28 de abril de 1972 sob o nome de Fundação Centro de Estudos Brasileiros. Integra a rede de Institutos Culturais do Ministério das Relações Exteriores do Brasil.